# Wim Serlie
Wim Serlie (Velsen, 28 oktober 1946) is een Nederlands acteur, theaterdocent en castingdirector. Zijn eerste grote rol was die van kinderarts Hugo Rietveld in de ziekenhuisserie Medisch Centrum West. Later speelde hij gastrollen in onder meer Goudkust, Vrouwenvleugel en Snuf de Hond. Hij is getrouwd met zijn vrouw Rebecca van Leeuwen directeur van Jeugdtheaterschool Rabarber.